# Juan Bautista Urberuaga
Juan Bautista Urberuaga Inés (21 gennaio 1943) è un ex cestista venezuelano naturalizzato spagnolo.

## Carriera
Con la Spagna ha disputato i Campionati europei del 1965.